# عطاء جابر
عطاء جابر (بالإنجليزية: Ataa Jaber) (مواليد 3 تشرين الأول، 1993) هو لاعب كرة قدم من عرب 48 ولد في الأراضي الفلسطينية المحتلة يلعب لنادي قطر كلاعب وسط.
انضم جابر إلى مكابي حيفا للناشئين عندما كان يبلغ 13 عامًا، وفي جيل 18 انضم للعب مع فريق البالغين، فكانت مباراته الأولى في الفريق ضد نادي أشدود في موسم 2011/2012.

## روابط خارجية
- عطا جابر على موقع الاتحاد الأوربي (الإنجليزية)
- عطا جابر على موقع قاعدة بيانات كرة القدم.إي يو (الإنجليزية)
- عطا جابر على موقع Soccerway.com (الإنجليزية)
- عطا جابر على موقع عالم كرة القدم.نت (الإنجليزية)